# Tour Beaumont (Toulon)
Pour les articles homonymes, voir Tour Beaumont.
La tour Beaumont est un édifice militaire situé au sommet du mont Faron (massif calcaire qui surplombe la ville de Toulon), dans le Var (région Provence-Alpes-Côte d'Azur).

## Histoire
Elle fut construite au milieu du XIXe siècle par la capitaine Noël, une batterie fut ajoutée en 1875. Elle est rénovée après la Seconde Guerre mondiale comme lieu de mémoire de la libération de Toulon, et choisie en 1963 pour être le Mémorial du Débarquement en Provence en 1944.
En totalité la tour (à l'exclusion des adjonctions contemporaines du Mémorial), y compris le fossé et le pont-levis avec sa rampe d'accès de part et d'autre sont inscrits au titre des monuments historiques par arrêté du 24 février 2014.